# Petrotilapia
Petrotilapia là một chi cá thuộc họ Cichlidae. 
Nó gồm các loài:
- Petrotilapia chrysos
- Petrotilapia genalutea
- Petrotilapia nigra
- Petrotilapia tridentiger